# Pozovice
Pozovice (deutsch Bosowitz) ist ein Ortsteil von Štoky in Tschechien. Er liegt elf Kilometer südlich des Stadtzentrums von Havlíčkův Brod und gehört zum Okres Havlíčkův Brod.

## Geographie

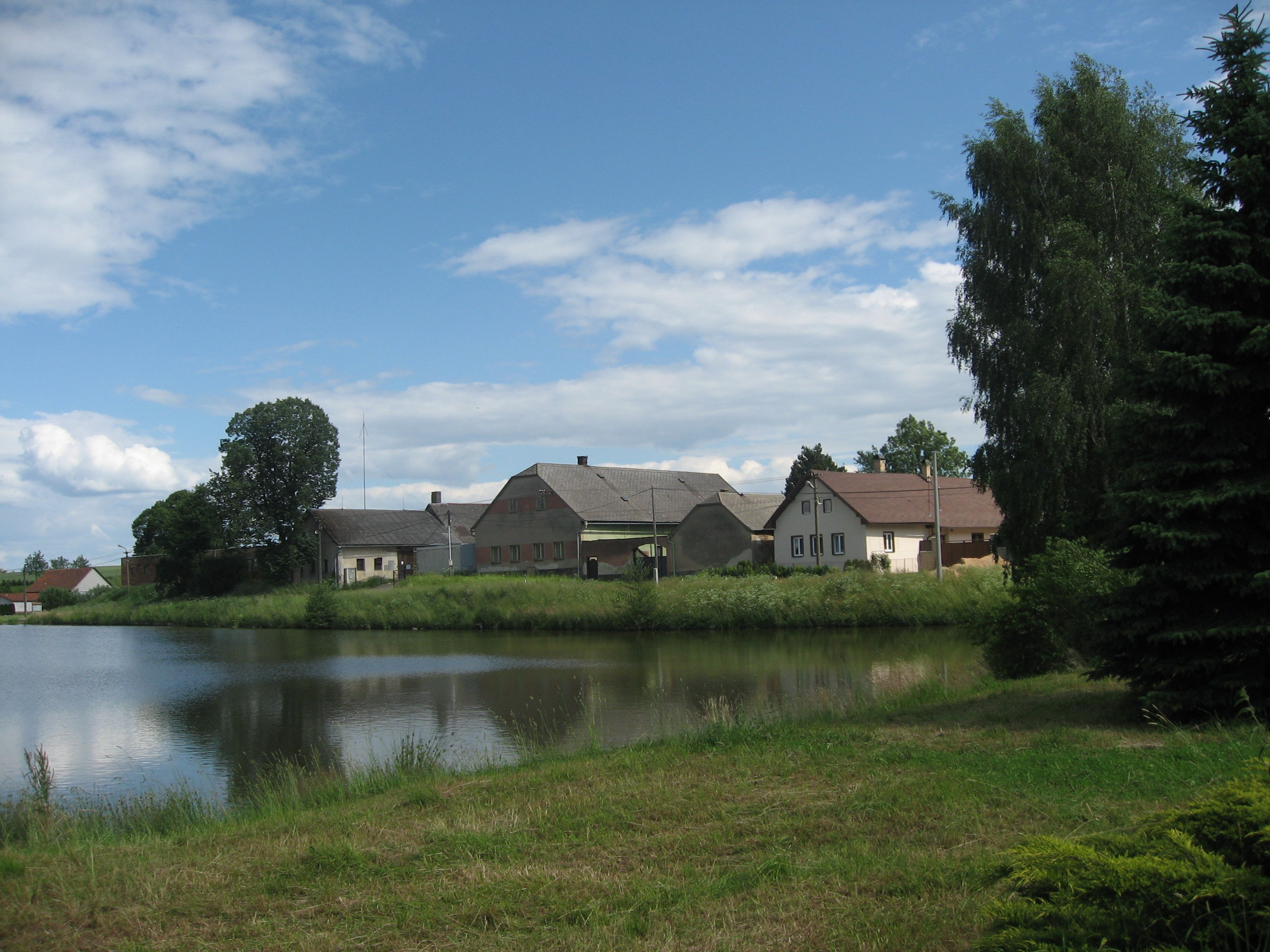
Ortsansicht

Pozovice befindet sich in der Böhmisch-Mährischen Höhe im Tal des Baches Pozovický potok. In der Mitte des Dorfes liegen die Teiche Horní pozovický rybník und Dolní pozovický rybník. Östlich erhebt sich der Žižkův kopec (Kamenna, 502 m), im Südosten die Březová výšina (Steinhügel, 512 m) und nordwestlich die Vysočina (Hochberg, 621 m).
Nachbarorte sind Smilov im Norden, Křížovatky, Šlapanov und Lutrián im Nordosten, Věžnice und Kamenná im Osten, Dobronín im Südosten, Štoky im Südwesten, Na Vysočině und Studénka im Westen sowie Skřivánek und Květnov im Nordwesten.

## Geschichte
Erstmals urkundlich erwähnt wurde Pozovice zusammen mit Smilov im Jahre 1370. Ein weiterer schriftlicher Nachweis datiert von 1390. In Pozovice bestand ein emphyteutischer Hof.
Nach der Aufhebung der Patrimonialherrschaften bildete Bosowitz / Pozovice ab 1850 einen Ortsteil der Marktgemeinde Stecken im Bezirk Polná. 1878 entstand die politische Gemeinde Bosowitz, die dem Bezirk Deutschbrod angehörte. Pozovice wurde 1961 nach Smilov eingemeindet und seit 1974 gehört das Dorf zu Štoky. 
1991 hatte der Ort 113 Einwohner. Im Jahre 2001 bestand das Dorf aus 40 Wohnhäusern, in denen 117 Menschen lebten.

## Sehenswürdigkeiten

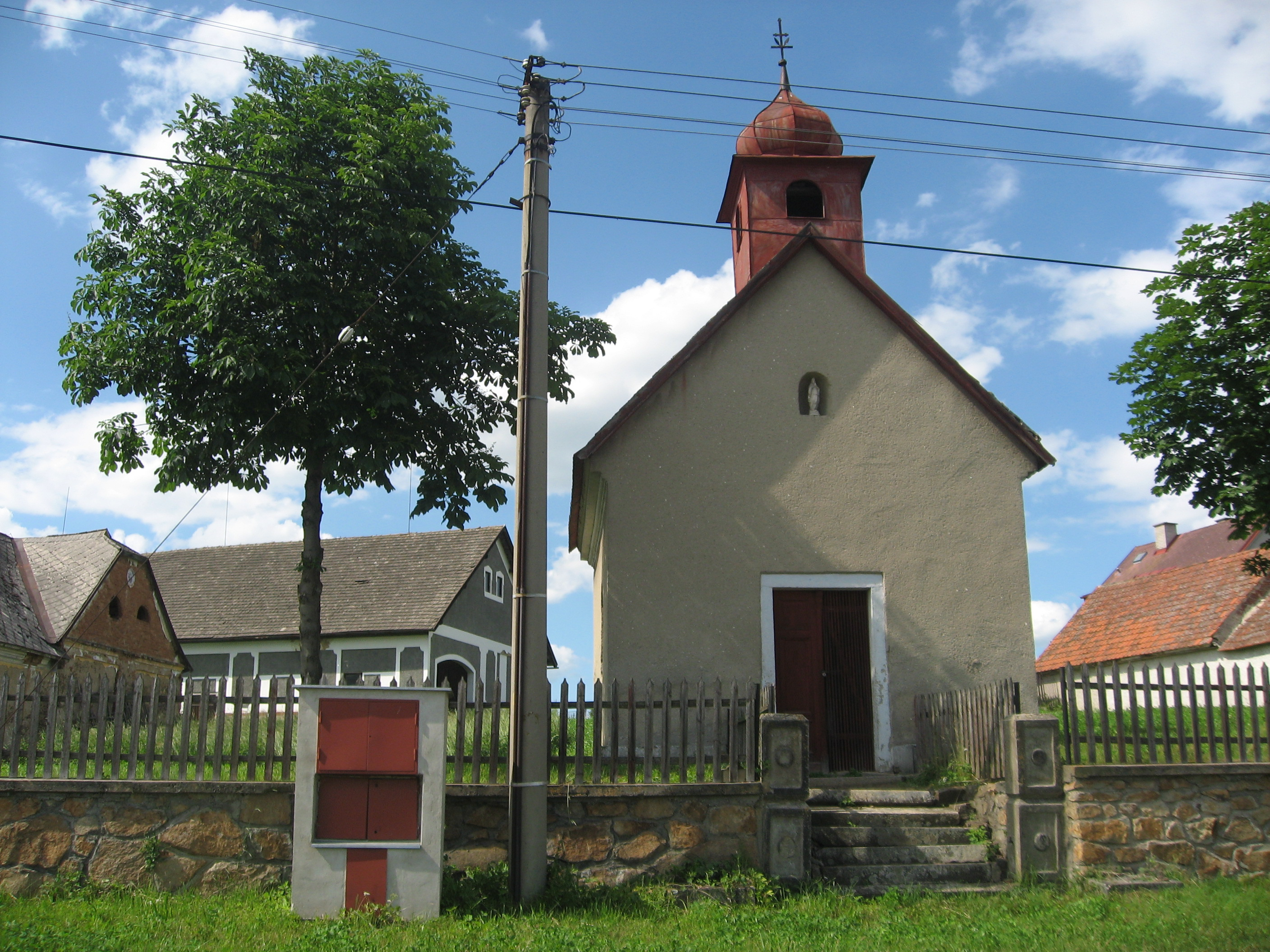
Kapelle

- Kapelle, errichtet 1920